# اچ‌ام‌اس اوپورتون (جی۸۰)
اچ‌ام‌اس اوپورتون (جی۸۰) (به انگلیسی: HMS Opportune (G80)) یک کشتی بود که طول آن ۳۴۵ فوت (۱۰۵ متر) بود. این کشتی در سال ۱۹۴۲ ساخته شد.